# Uniunea Democrată a Tătarilor Turco-Musulmani din România
Uniunea Democrată a Tătarilor Turco-Musulmani din România (U.D.T.T.M.R.), în tătară Romanya Türk-Müslüman Tatarlarıñ Demokrat Bĭrlĭgĭ (R.T.M.T.D.B.), este un partid politic minoritar etnic din România, care reprezintă comunitatea tătară.
Pe baza hotărârii Comitetului de Inițiativă din 28 decembrie 1989, confirmată de Adunarea de Constituire din 29 decembrie 1989, s-a înființat Uniunea Democrată Turcă Musulmană din România. Această uniune era menită să unească, într-o singură organizație de minoritate națională, întreaga populație tătară și turcă din România, pe baza comunității de origine etnică, limbă, tradiție istorică și de credință islamică.
La data de 12.04.1990 se produce o sciziune în cadrul comunității tătare și turce din România, ca urmare a creării Uniunii Minoritare Etnice Turce din România  (U.M.E.T.R.). La cererea expresă a acestei organizații, prin intermediul Tribunalului Sectorului 1 București, la data de 23.07.1990, organizația își schimbă denumirea în Uniunea Democrată a Tătarilor Turco-Musulmani din România (U.D.T.T.M.R.).
U.D.T.T.M.R. este o organizație non-profit care este finanțată din fonduri care provin de la Guvernul României, la acestea adăugându-se veniturile proprii, obținute din cotizații, donații și sponsorizări.  

## Temeiul juridic
Uniunea Democrată a Tătarilor Turco-Musulmani din România s-a constituit în temeiul Legii nr.21 din 06.02.1924, al Decretului nr.31 din 1954 și al Declarației Frontului Salvării Naționale din 06.01.1990. Uniunea a fost recunoscută ca persoană juridică prin Sentința Civilă nr.168 din 09.02.1990, Dosarul 177/ P.J. /1990, a Judecătoriei Sectorului 1 București. Uniunea și-a luat noul nume Uniunea Democrată a Tătarilor Turco-Musulmani din România (Romanya Türk-Müslüman Tatarlarıñ Demokrat Bĭrlĭgĭ ), prin încheierea din 23 iulie 1990, Dosar nr.177/P.J./1990 al Judecătoriei Sectorului 1 București, și au fost aprobate amendamentele propuse la Congresul U.D.T.T.M.R. din 29 noiembrie 1997, prin încheierea din 25.10.1999, Dosar nr.515/1996 al Judecătoriei Constanța, precum și a amendamentelor propuse la Congresul U.D.T.T.M.R. din 27.11.1999, prin încheierea din 18.08.2000 Dosar nr. 1380/2000 al Judecătoriei Constanța.
Denumirea organizației este Uniunea Democrată a Tătarilor Turco-Musulmani din România (U.D.T.T.M.R.). Sigla Uniunii este o geamie stilizată, având ca fundament simbolul tătăresc “taraq tamğa”, o semilună și o stea cu cinci colțuri.
U.D.T.T.M.R. este o organizație etno-confesională a cetățenilor români de naționalitate tătară turco – musulmană (tătară de origine turcică și religie musulmană), cu caracter cultural, social, umanitar și economic, care are ca scop exercitarea drepturilor minorității tătare turco – musulmane din România, în ceea ce privește păstrarea, dezvoltarea și exprimarea identităților naționale ale acestora, sub aspect etnic, cultural, politic, juridic, social, economic, lingvistic și religios, așa cum sunt definite acestea în Constituția României, în legislația în vigoare, precum și în tratatele și convențiile internaționale  la care România este parte.
U.D.T.T.M.R. deține statut de utilitate publică, prin HG 451-28 Mai 2014 / MO 407, atestare care îi conferă, în România, dreptul de a fi unica organizație a tătarilor cu reprezentare în Parlament.

## Obiective
I. Unirea cetățenilor români de naționalitate tătară turco – musulmană într-un cadru organizat, pentru a deveni un factor social activ în propășirea României democrate, pentru apărarea independenței, suveranității naționale și a integrității teritoriale a patriei comune.
II. Afirmarea și apărarea drepturilor colective și individuale ale membrilor U.D.T.T.M.R., în păstrarea, dezvoltarea și exprimarea identității naționale prin :
a) Ridicarea  nivelului  de  cultură al minorității tătare turco – musulmane prin promovarea unui învățământ de stat sau privat în limba turcă și tătară literară.
b) Studiul limbii materne tătare și a istoriei etniilor tătară și turcă, prin învățământ de stat sau privat, publicații și mass-media.
c) Asigurarea  reprezentării  U.D.T.T.M.R. în Parlamentul României,  în organele centrale și locale ale administrației de stat.
d) Participarea, prin reprezentanți, la elaborarea și adoptarea actelor normative care privesc, direct sau indirect, minoritățile naționale din România și, în special, minoritățile tătară și turcă.
e) Cooperarea cu autoritățile statului, cu organizațiile non guvernamentale, cu organizațiile culturale și științifice din România, pentru promovarea, apărarea drepturilor și libertăților fundamentale ale omului, în special ale minorităților naționale, așa cum sunt prevăzute în Constituția României și în legislația în vigoare.
f) Cooperarea cu organismele internaționale în probleme referitoare la respectarea și promovarea drepturilor minorităților naționale, așa cum sunt ele însușite de România, prin convențiile internaționale la care România este parte.
g) Păstrarea credinței islamice, prin organizarea si sprijinirea învățământului religios în școli, prin susținerea editării de cărți și formarea cadrelor necesare practicării religiei islamice. În colaborare cu Muftiatul, să se numească un confesor militar de credință islamică. U.D.T.T.M.R. va solicita muftiatului asigurarea serviciilor religioase la: unități militare, spitale, azile de bătrâni și penitenciare. Muftiul și imamii vor fi invitați la toate ședințele și manifestările Uniunii.Formarea unui tineret sănatos, cu un grad ridicat de cultură, atașat valorilor naționale și promotor ale culturii și tradiției minorităților tatară și turcă.
h) Sprijinirea tineretului de etnie tatară și turcă, în vederea obținerii unui înalt grad de pregătire profesională și științifică, în toate domeniile vieții sociale, prin acordarea de burse de studii în țară și străinătate.
i) Promovarea unor relații de colaborare, încredere și respect reciproc cu toate minoritățile naționale din România, în scopul realizării obiectivelor comune și a îmbunătățirii relațiilor interetnice.
j) Susținerea inițiativelor și acțiunilor membrilor U.D.T.T.M.R., apărarea și promovarea intereselor lor legale, în toate domeniile de activitate.
k) Stabilirea și promovarea legăturilor culturale, științifice, sportive și de altă natură, cu organizațiile similare din țară și din străinatate, cu comunitățile și populațiile de limbă turcică sau de religie islamică și în special din Turcia și Crimeea.
l) Organizează și desfășoară activități cu caracter interetnic și intercultural.
m) Derularea de proiecte, programe realizate din fonduri europene și internaționale cu impact asupra cetățenilor aparținând minorității tătare și turce precum și altor minorități naționale.

## Principii etice și morale
Principiile etice și morale care guverneaza activitatea membrilor U.D.T.T.M.R. sunt:
a) Respectarea tradiției, moralei etnice și a credinței islamice;
b) Promovarea toleranței, a demnității și onestității;
c) Promovarea coeziunii comunităților tătară și turcă din România;
d) Promovarea solidarității pentru întreaga lume de limbă turcică și religie islamică;
e) Cultivarea și stimularea bunelor relații dintre poporul român și popoarele de origine turcică;
f) Respingerea, ca delicte morale majore, a oricăror acțiuni de dezbinare a comunităților tătară și turcă din România, și a manifestărilor de naționalism șovin, extremism, xenofobie, intoleranță, violență, ură, discriminare și segregație de orice natură.

## Drepturile și îndatoririle membrilor U.D.T.T.M.R.
Drepturi:
a) Să participe la toate activitățile organizate de U.D.T.T.M.R;
b) Să aleagă sau să fie ales în organele de conducere ale UDTTMR, cu aprobarea comitetului filialei din care face parte;
c) Să-și exprime, în mod liber, opiniile și opțiunile în cadrul U.D.T.T.M.R. și prin mijloace  de  informare în masă, dacă acestea nu contravin principiilor etice și morale stabilite în prezentul Statut;
d) Să inițieze și să promoveze acțiuni în conformitate cu obiectivele U.D.T.T.M.R., stabilite prin prezentul Statut;
e) Să beneficieze de sprijin moral și material din partea U.D.T.T.M.R., în condiții speciale (calamități, îmbolnăviri grave, accidente, decese), aprobate de Consiliul Reprezentanților;
f) Să candideze, din partea U.D.T.T.M.R., în  Parlamentul României, în consiliile județene și locale;
g) Să fie sprijinit de către U.D.T.T.M.R.în vederea ocupării de funcții publice.
Îndatoriri:
a) Să își desfășoare întreaga activitate, conform prevederilor Statutului;
b) Să respecte legile țării, Statutul U.D.T.T.M.R. și să fie loial României;
c) Să participe activ la programele inițiate și promovate de către U.D.T.T.M.R;
d) Să contribuie la întărirea și promovarea relațiilor de încredere reciprocă cu poporul român, cu minoritățile naționale de pe întreg teritoriul României;
e) Să achite cotizația anuală stabilită de filială, în cursul anului respectiv.

## Structura de organizare și funcționare
a) Congresul;
b) Conferința Națională;
c) Comisia de Cenzori;
d) Președintele;
e) Consiliul Reprezentanților;
f) Biroul Executiv al Consiliului Reprezentanților.

## Comisii de specialitate
a) Învățământ și educație;
b) Cultură, culte și tradiții;
c) Comisia social-economică;
d) Financiară;
e) Presă și publicații U.D.T.T.M.R.;
f) Tineret și activități sportive;
g) Etică și legislație;
h) Protocol și organizare;
i) Comisia de femei;
j) Relații cu instituții și organizații interne și internaționale;
k) Probleme rurale.

## Dicton
Deviza U.D.T.T.M.R. este "Bĭrlĭkte quwetĭmĭz" (Puterea ne este în unitate), fiind chintesența motto-ului "Tĭlde, fĭkĭrde, ĭște bĭrlĭk" (Unitate în limbă, simțire și muncă), principiu ce aparține lui Ismail Gaspirali.

## Organizații locale (filiale)
Uniunea Democrată a Tătarilor Turco-Musulmani din România (U.D.T.T.M.R.) are 38 de filiale.

## Date importante, activități, evenimente și acțiuni
- Comemorare Kemal Karpat  - 20 februarie
- Comemorare Numan Çelebi Cihan - 23 Februarie
- Comemorare Sebat Husein - 13 martie
- Comemorare Yașar Memedemin - 15 martie
- Sărbătoarea Nawrez  - 21 martie
- Comemorare Ismail Ziyaedin - 3 mai
- Ziua Limbii Tătare - 5 mai
- Comemorare Kerim Altay[nefuncțională]
 - 5 mai
- Sărbătoarea Qıdırlez  - 6 mai
- Ziua Europei - 9 mai
- Comemorare SÜRGÜN - Deportarea tătarilor din Crimeea  - 18 mai
- Ziua drapelului național al României și al Tătarilor Crimeeni - 26 iunie
- Comemorare Musa Geavit - 5 iulie
- Comemorare Ali Osman Bekmambet
- Ziua imnului național al României - 29 iulie
- Comemorare Șefika Gaspirali - 31 august
- Comemorare Ismail Gaspirali - 11 septembrie
- Comemorare Gevat Rașit -13 septembrie
- Ziua Națională a Republicii Turcia - 29 octombrie
- Ziua Dobrogei - 14 noiembrie
- Premiul „Mehmet Niyazi” - 30 noiembrie
- Ziua Națională a României - 1 decembrie
- Sărbătoarea Etniei Tătare din România (Ziua Tătarilor) -13 decembrie
- Ziua Minorităților - 18 decembrie
- Ziua Așure
- Sărbătoarea Ramazan bayram
- Sărbătoarea Qurban bayram
- Cursul „Istoria și civilizația tătarilor” organizat în colaborare cu Universitatea „Ovidius” Constanța
- Cursuri comunitare de limba tătară
- Tabere tematice de limba tătară pentru copii
- Tabăra pentru olimpici „Premiem valoarea, recunoaștem excelența!”
- Festivalul muzicii tătărești “Sebat Husein”
- Festivalul „Gevat Rașid” - Lumina
- Festivalul „Yașar Memedemin” - Valu lui Traian
- Premiul „Mehmet Niyazi” - Medgidia
- Festivalul Ghiudemului – Mihail Kogălniceanu
- Festivalul Qatlama – Techirghiol
- Festivalul Sarmalelor – AgigeA
- Festivalul Kurabiye-ului – Medgidia
- Festivalul Șuberekului – Cobadin
- Sărbătoarea câmpenească Tepreș – Murfatlar
- Trofeul Internațional de Kureș „Cupa Mării Negre” – Medgidia
- Festivalul Tătăresc - Tuzla
- Emisiunea TV  "Tătarii din România"

## Ziua Etniei Tătare din România
Această dată a fost aleasă ca Zi a etniei tătare din România, datorită faptului că, pe 13 decembrie 1917, parlamentul tătarilor crimeeni a proclamat [Republica Populară Crimeea] și a aprobat constituția.
Tătarii care s-au stabilit în România, în urmă cu mai bine de 800 de ani, sunt originari din Crimeea[nefuncțională]
.
Proiectul de lege a fost inițiat de către deputatul Uniunii Democrate a Tătarilor Turco-Musulmani din România, Amet Aledin, după ce propunerea fusese discutată încă de la Congresul UDTTMR din 2002.
Proiectul de lege, care are ca obiect de reglementare modificarea și completarea art. 2 din Legea nr. 453/2006, a fost aprobat cu 287 voturi "pentru", un vot "împotrivă" și nouă abțineri.
Actul normativ, inițiat de deputatul minorităților naționale a fost adoptat de Senat pe 19 noiembrie 2013, Camera Deputaților fiind for decizional în acest caz.
La 11 februarie 2014, deputații au aprobat un proiectul de lege privind consacrarea zilei de 13 decembrie ca sărbătoare a etniei tătare din România, astfel încât angajatorii să poată acorda liber persoanelor aparținând acestei etnii[nefuncțională]
, care doresc să participe la manifestările organizate cu acest prilej.
Cu ocazia Zilei Etniei Tătare din România, Uniunea Democrată a Tătarilor Turco-Musulmani din România (UDTTMR) organizează o serie de manifestări festive, cultural-artistice. Angajatorii pot acorda o zi liberă, în data de 13 decembrie[nefuncțională]
, la cerere, persoanelor de etnie tătară, pentru participarea la manifestările organizate în cinstea acestei zile.

## Festivalul Portului, Dansului și Cântecului Popular Turco – Tătar
Uniunea Democrată a Tătarilor Turco – Musulmani din România (UDTTMR) organizează începând cu anul 1994 "Festivalul Internațional al Dansului, Cântecului și Portului Popular Turco – Tătar". Programul manifestărilor este, ca de fiecare dată, bogat, U.D.T.T.M.R. propunându-și ca prin intermediul acestui festival să surprindă chintesența tradițiilor, culturii și civilizației tătare și turce. Este cel mai important eveniment organizat de către o comunitate etnică din Dobrogea.
Pe scenele festivalului, de-a lungul anilor, au evoluat ansambluri și soliști din Ucraina (Crimeea), Turcia, Bulgaria, Macedonia, Lituania, Georgia, Kazahstan și, bineînțeles, România. Spectatorii prezenți au ocazia să aprecieze evoluțiile mesagerilor culturali care aduc cu ei frumusețea și bogăția costumelor, a muzicii și a dansurilor tradiționale specifice tătarilor, dar și a lumii turcice, și nu numai. Pe scena festivalului sunt invitați și reprezentanți ai numeroaselor minorități etnice din Dobrogea, cu care, fără excepție, comunitatea tătară conviețuiește în prietenie, pace și respect reciproc.